# Пёльман, Роберт фон
Роберт фон Пёльман (нем. Robert von Pöhlmann; 31 октября 1852 года, Нюрнберг — 28 сентября 1914 года, Мюнхен) — немецкий историк.
«Видный исследователь истории античности», — отмечает о нём А. И. Зайцев, также упоминая, что Пёльман был «решительный идейный противник социалистических взглядов».

## Биография
Учился истории в Мюнхене, Геттингене и Лейпциге. Докторскую степень получил в 1875 году в Геттингене.
С 1884 года адъюнкт-профессор, с 1886 года — профессор кафедры истории древнего мира Университета Эрлангена — Нюрнберга.
С 1901 года профессор Мюнхенского университета.
Действительный член Баварской академии наук (1901, член-корреспондент — с 1887 года), с 1907 года — секретарь её исторического отделения.
С 1909 года дворянин.

## Научный вклад
Автор труда «История античного социализма и коммунизма» (во втором издании она называлась «История социального вопроса и социализма в древнем мире», нем. Geschichte der sozialen Frage und des Sozialismus in der antiken Welt), с ярко выраженной модернизацией истории.
Доказывал, что древности присущи не только развитые капиталистические отношения, но и порождаемые этими отношениями общественные движения — социализм и коммунизм. Уделял большое внимание классовой борьбе в Греции. Пытаясь проследить развитие массовых социальных движений античного времени, стремился доказать, что социалистические идеалы были уже у писателей и деятелей античного мира, связывал социалистические идеи античных мыслителей с настроениями народных масс. Считал, что социалистическое движение привело античный мир к упадку и гибели.
Как отмечает профессор Б. С. Чернышёв: «Тенденция всей книги Польмана сводится к сближению античности с современностью, будь это в области теоретических построений, будь это в сфере практики. Через крах социалистических конструкций древности он стремится показать их полную непригодность в жизни вообще».
Академик Ю. П. Францев указывает его в ряду создателей теории циклизма XIX века.

### Сочинения
- История античного коммунизма и социализма. — СПб., 1910.
- Очерк греческой истории в связи с источниковедением / Пер. с нем. А. Н. Русановой, Н. Н. Кремлевой и Е. Л. Бекетовой. Предисл.: проф. Э. Гримм. — СПб.: О-во вспоможения окончившим курс наук на Спб. высш. жен. курсах, 1906. — 304 с.
- Очерк греческой истории и источниковедения. — СПб: Алетейя. 1999. — 470 с. ISBN 5-89329-032-1